# Ariteus flavescens
Ariteus flavescens is een zoogdier uit de familie van de bladneusvleermuizen van de Nieuwe Wereld (Phyllostomidae). De wetenschappelijke naam van de soort werd voor het eerst geldig gepubliceerd door John Edward Gray in 1831.

## Voorkomen
De soort komt voor in Jamaica.